# Klášter Naší Paní nad Vltavou
Klášter Naší Paní nad Vltavou je klášter trapistek ve středočeské obci Poličany v okrese Benešov. Stavba kláštera byla zahájena v roce 2008. Součástí areálu je Dům pro hosty, provozovaný již od roku 2007.

## Vznik kláštera
Trapistky přišly do Čech na pozvání kardinála Vlka z kláštera Vitorchiano v Itálii. Zakládající komunita měla při založení kláštera při započtení novicek a postulantek 16 členek a tvořily ji Češky, Italky a jedna Maďarka. Od roku 2007 provozuje komunita v Poličanech Dům pro hosty, jehož účelem je umožnit lidem prožít chvíle v ústraní, tichu a modlitbě.
Základní kámen kláštera byl posvěcen apoštolským nunciem Diegem Causerem 5. srpna 2008.
Klášterní kostel byl vysvěcen 28. července 2012 kardinálem Vlkem. Je zasvěcen Blahoslavené Panně Marii, Matce jednoty křesťanů. Zasvěcení má souvislost se sestrou Marií Gabriellou Sagheddu, členkou komunity, z níž byl poličanský klášter založen. Tato sestra se ve 30. letech 20. století nabídla Bohu jako oběť za sjednocení všech křesťanů v jednu církev.
Klášter sester v Poličanech byl povýšen na opatství v den slavnosti výročí posvěcení kostela, 29. července 2018. 30. července 2018 byla za první abatyši zvolena Sr. Lucie Paola Tartara (na dobu neurčitou). Benedikci udělil pomocný pražský biskup Mons. Zdenek Wasserbauer.

## Život v klášteře
Sestry ve zdejším klášteře žijí dle řehole svatého Benedikta, tedy "v práci a modlitbě". Vyrábějí potravinářské výrobky, (čokoládu, sušenky, hořčice, džemy a marmelády, med, oleje, bylinkové čaje, bio kosmetiku, apod.).
V roce 2008 byl životu českých sester trapistek věnován díl pořadu České televize Cesty víry.

## Kontroverze
Na základě podnětu bývalé sestry Kláštera Naší Paní nad Vltavou proběhlo na konci roku 2024 kanonické vyšetřování, které potvrdilo, že v klášteře roky docházelo ke zneužívání pravomoci a duchovnímu zneužívání. Generální opat řádu pak na počátku roku 2025 provedl mimořádnou vizitaci, která potvrdila „vážné dysfunkce v komunitě [...], které se týkaly fyzických trestů, zneužívání svědomí a zneužívání autority“. Podle svědectví bývalé sestry Elišky v klášteře docházelo k nerespektování stanov řádu a kanonického práva, manipulacím a nekalým pracovněprávním i finančním machinacím. Dne 3. ledna 2025 abatyše Lucia Tartara rezignovala a generální opat rezignaci ihned přijal. Představenou kláštera se 8. ledna 2025 stala sestra Chiara Pascucci.

## Galerie

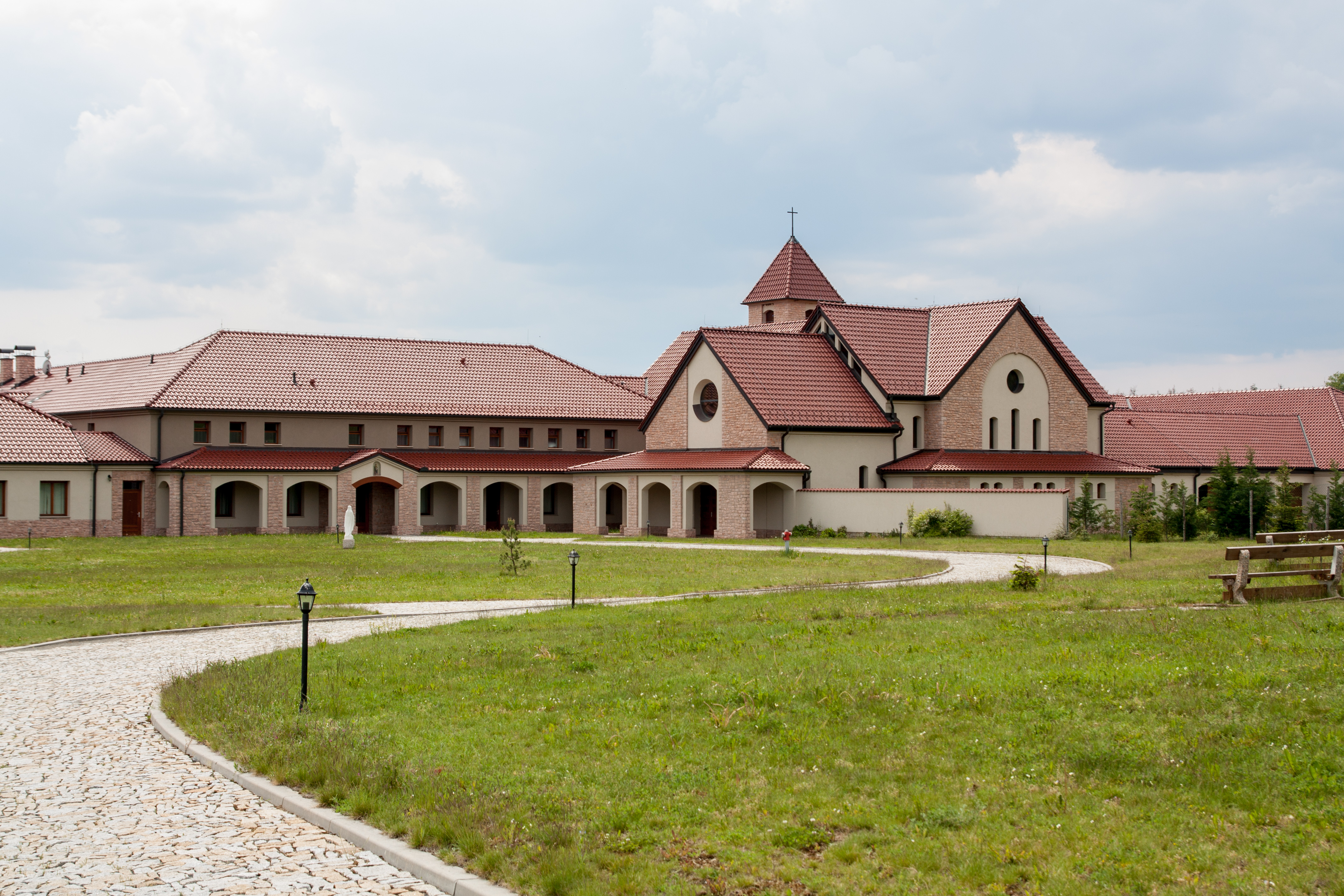
Celkový pohled
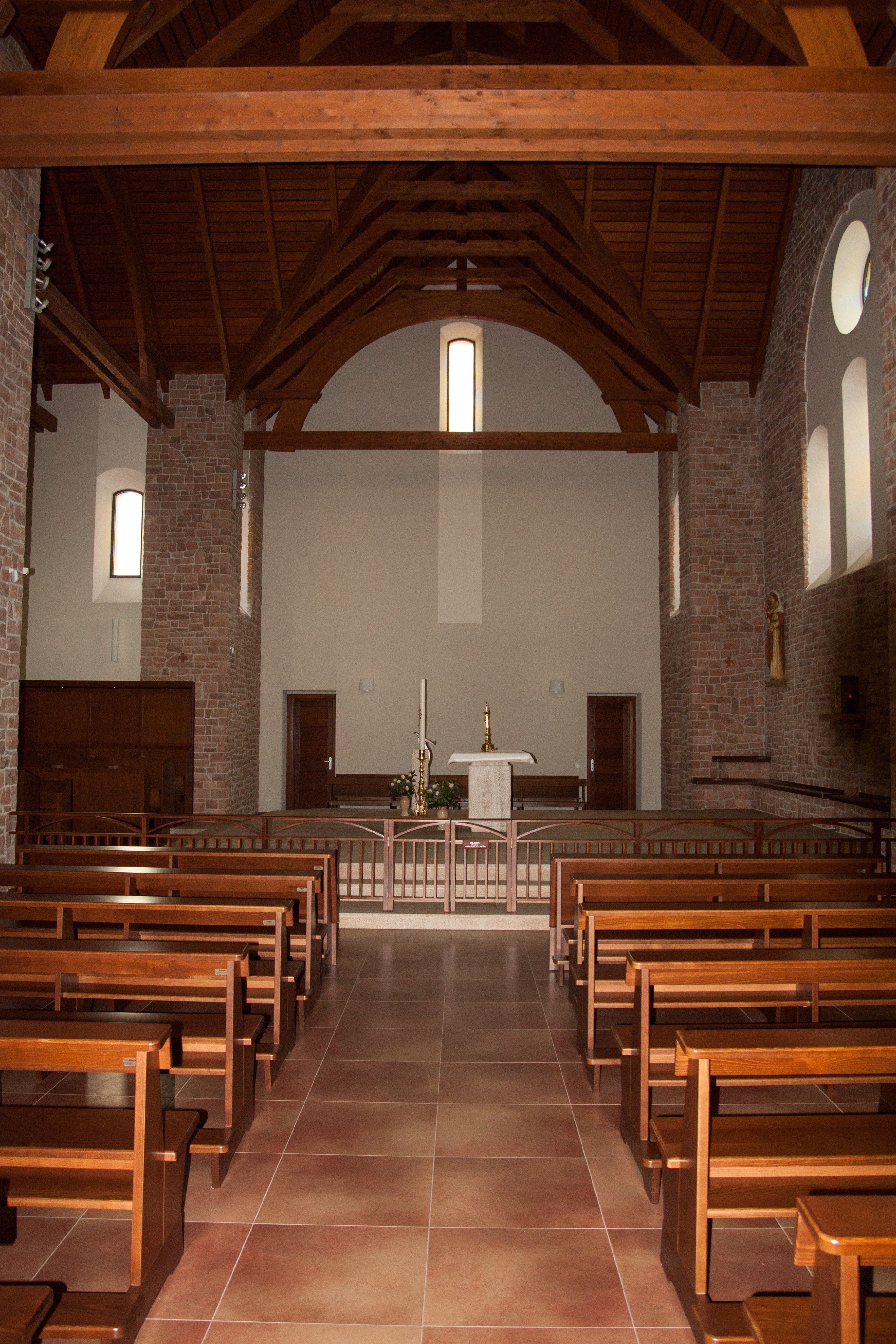
Vnitřek kostela
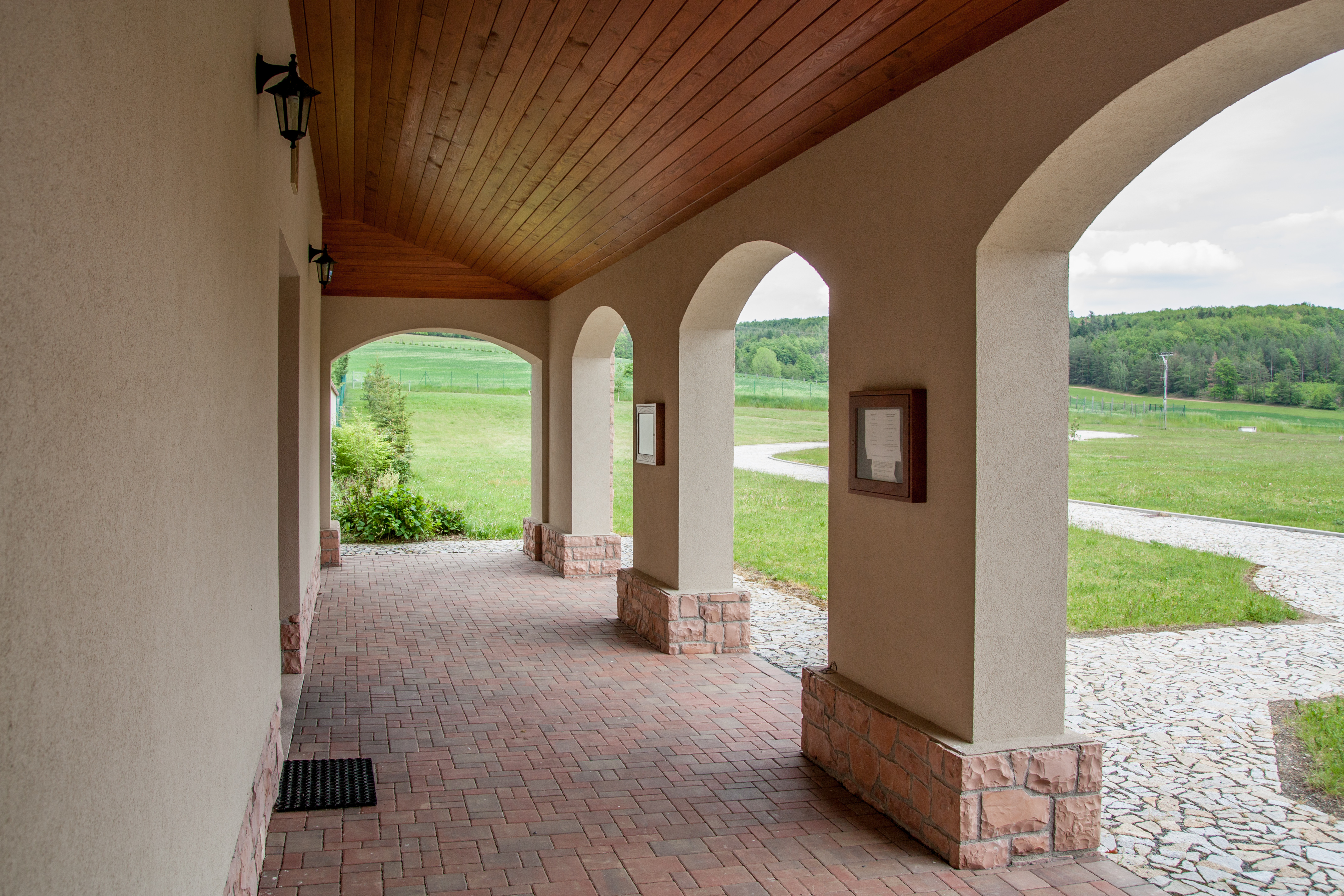
Ambit